# FIGHTING SPIRITS
「FIGHTING SPIRITS」（ファイティング・スピリッツ）は、CONNECTの1枚目のシングル。2010年2月24日にKiramuneから発売された。

## 概要
- 岩田光央と鈴村健一の2人による音楽ユニットのデビューシングル。
- 豪華盤にはPVを収録したDVDが同梱されている。

## 収録曲
（全作詞：こだまさおり）
1. FIGHTING SPIRITS [4:26]
作曲・編曲：田村信二
2. 絶対鈍感あまのじゃく [4:09]
作曲・編曲：田村信二
3. 夕焼けセレネイド [4:59]
作曲・編曲：渡辺拓也

## DVD
1. FIGHTING SPIRITS（PV）